# Кобальтові руди
Кобальтові руди (рос. кобальтовые руды, англ. cobalt ores, нім. Kobalterze n pl) — природні мінеральні утворення, що містять кобальт у кількостях, при яких доцільне його промислове вилучення.

## Загальний опис
Відомо понад 130 кобальтвмісних мінералів, і більше 40 власне кобальтових.
Світові ресурси кобальту (виявлені і прогнозні) на кінець ХХ ст. (1998) оцінені в 470 млн т. Майже 97 % їх (455 млн т) складають прогнозні ресурси, бл. 446 млн т, з яких укладено в кобальтвмісних конкреціях і кірках на дні Світового океану і лише бл. 9–15 млн т — у надрах континентів. Розвідані запаси кобальту складають бл. 4 млн т.
Провідне місце за запасами кобальту займає Африка: на неї припадає 38 % загальних і 45,5 % підтверджених світових запасів кобальту; найбільш забезпечені країни — Демократична Республіка Конго і Замбія. Далі йде Америка — відповідно, 25 і 21,4 %, тут найбільші запаси зосереджені на Кубі і в Канаді. На Азію припадає 18 % загальних і 10,5 % підтверджених запасів кобальту, велика частина належить Індонезії, Китаю і Філіппінам. Австралія і Океанія володіють 14 % загальних і 16,5 % підтверджених світових запасів кобальту. В Європі знаходиться 5,8 % загальних і 3,6 % підтверджених запасів світу.
За мінеральним і хімічним складом виділяють кобальтові руди:
- арсенисті,
- сірчисті,
- окиснені.

Арсенисті руди являють собою сполуки кобальту, нікелю і заліза з арсеном (арсеніди) або з арсеном і сіркою (сульфоарсеніди). Арсеніди скутерудит і шмальтин-хлоантит містять до 20 % кобальту, сафлорит-льолінгіт — до 23-28 %. Домішка кобальту, що не перевищує кількох відсотків, може мати місце в нікелевих арсенідах (раммельсберґіт, нікелін тощо.). Сульфоарсеніди кобальтин-герсдорф і глаукодот-арсенопірит містять до 33–34 % кобальту. Домішки: мінерали міді, золота, срібла, бісмуту, урану.
Сірчисті руди, як правило, належать до типу комплексних руд нікелю, міді та заліза. Серед магматичних мідно-нікелевих руд ультраосновного і основного характеру зустрічається пентландит, серед мідно-колчеданних і скарново-магнетитових — пірит з домішками кобальту. Вміст безпосередньо кобальту в сірчистих рудах зазвичай не перевищує 3 %, проте при великих площах родовищ його видобуток виявляється економічно обґрунтованим. Власне ж кобальтові сульфіди (кобальт-пентландит, лінеїт, кароліт, катієрит) поширені значно рідше.
Окиснені руди також відносяться до комплексних і утворюються при вивітрюванні сульфідів або ультраосновних порід, що містять кобальт і нікель. Широко поширені силікатно-нікелеві руди, що містять близько 0,1 % кобальту. Окиснені сірчисті руди містять від 1 до 4 % кобальту, але зустрічаються значно рідше. Кобальт переважно концентрується в асболанах у вигляді гідроксидів і карбонатів.
Виділяють чотири геолого-промислових типи родовищ кобальту: кобальт-нікелеві латеритні (силікатні) — 60 % виявлених світових ресурсів і 48,5 % загальних запасів кобальту; мідно-кобальтові стратиформні (23 % і 43,1 %, відповідно), сульфідні мідно-нікелеві (14 % і 7,2 %) і кобальтові арсенідні (0,1 % запасів). Крім того, кобальт попутно добувають з колчеданно-поліметалічних, скарново-магнетитових і деяких інших руд (1 % світових запасів кобальту). Роботи по вивченню дна Світового океану дають підставу вважати, що буде виділений новий геолого-промисловий тип родовищ кобальтвмісних утворень дна океану. Ресурси кобальту океану грандіозні і перевершують ресурси родовищ на суші не менше ніж в 35 разів.

## Розповсюдження
Мідно-нікелеві кобальтові руди є в Канаді, Австралії, Росії, мідно-колчеданні в Фінляндії, сірчано-колчеданні в Норвегії, на Кіпрі. Силікатно-оксидні руди відомі на Уралі (РФ), в Казахстані, в Україні, на Кубі, в Новій Каледонії, Індонезії, Австралії, Філіппінах, окиснені кобальто-мідні руди — в Африці (Демократична Республіка Конго, Замбія, Зімбабве, Ботсвана, Уганда). Головні промислові родовища руд кобальту — сірчисті мідно-нікелеві, окиснені кобальто-мідні і силікатно-оксидні нікелеві руди. Світові запаси бл. 10 млн т. (2000). Гол. продуценти кобальту у світі — Демократична Республіка Конго, Замбія, Австралія, Канада, Філіппіни.
Латеритні кобальт-нікелеві родовища поширені на Кубі, Філіппінах, у Новій Каледонії, Індонезії, Папуа-Новій Ґвінеї, Австралії і інших країнах. Стратиформні мідно-кобальтові родовища, відомі тільки в Демократичній Республіці Конго, Замбії і Уганді. Сульфідні мідно-нікелеві родовища різного масштабу зустрічаються в Канаді, Росії, Фінляндії, Австралії, Китаї, Ботсвані, Зімбабве, Танзанії, ПАР і на Мадагаскарі.
Ресурси кобальту в Україні незначні: підтверджені запаси 8 тис. т (0,1 % світових), вміст кобальту 0,04 %. За іншими даними — загальні балансові запаси кобальту 9,74 тис. т, сер. вміст металу 0,045 %, забалансові — 8,4 %. Самостійних родовищ не виявлено. Державним балансом запасів корисних копалин кобальт враховується в 10 комплексних родовищах силікатного нікелю Побужжя та Середнього Придніпров'я, де він є супутнім елементом.
На початку ХХІ ст. розроблялися два родовища — Деренюхське та Липовеньківське, але кобальт окремо не вилучається, а переробляється у феронікель разом із нікелем.
В Україні балансові запаси руд кобальту станом на 01.01.2020 р. складали (тис.т): A+B+C1 26677.00; С2 — 2888.00. Балансові у розробці: A+B+C1 1813.80. Всього родовищ 11, розробляється тільки Деренюхське родовище.